# Giovanni Battista Vagge
Giovanni Battista Vagge (Genova, 2 agosto 1888 – Genova, 11 febbraio 1965) è stato un calciatore, arbitro di calcio e giornalista italiano.

## Biografia
Fu una delle bandiere dell'Andrea Doria: iniziò a giocare nel 1906 nella terza squadra dei doriani e smise di arbitrare nel 1926 sempre come arbitro tesserato per la compagine genovese.
Grande sportivo, fu protagonista in manifestazioni alpinistiche, di scherma, boxe francese e al "bastone".
Partecipò alla prima guerra mondiale nell'artiglieria a cavallo rimanendo ferito gravemente ad Oslavia il 24 gennaio 1916. Il suo nome compare erroneamente in diverse liste di calciatori caduti durante la Grande Guerra, tra cui quella ufficiale della FIGC, ma si tratta di un omonimo, non legato al mondo del calcio.
Alla fine della carriera agonistica fece molta propaganda sportiva come conferenziere e quale giornalista del quotidiano Il Secolo XIX e poi de La vedetta dello sport, da lui stesso fondato.

## Carriera

### Calciatore
Fu portiere della prima squadra in occasione del 15º Concorso Ginnastico della F.G.N.I. perso a Torino l'11 maggio 1911 contro la Bentegodi Verona (0-3), vincendo poi, nella stagione 1912-1913, la "Coppa Oberti" (da altri definita come "Coppa Doria"), in cui, sempre in porta, vinse il torneo battendo nelle finali Novara (2-1), US Milanese (4-1) e Juventus (4-3 andata e 4-2 il ritorno).

### Arbitro
Cominciò ad arbitrare nel 1908 come aspirante arbitro ed ottenne la qualifica di arbitro effettivo nel 1910.
Fu fra i fondatori dell'Associazione Italiana Arbitri nel 1911 ed arbitrò centinaia di gare, tra le quali la più significativa fu senz'altro Pro Vercelli-Bologna (2-1, terminata ad oltranza dopo 138') della stagione 1920-1921 valida per la qualificazione alla finalissima nazionale.
Smise di arbitrare alla fine della stagione 1925-1926.
Nel 1948 in occasione del 50º anniversario della F.I.G.C. fu insignito del titolo di pioniere del calcio italiano.